# 제프리 루이스
제프리 루이스(Geoffrey Lewis, 1935년 7월 31일 ~ 2015년 4월 7일)는 미국의 배우이다.
2015년 4월 7일 우드랜드 힐스(Woodland Hills) 저택에서 사망(자연사)했다.

## 출연 작품

### 영화
- 리트리트(은둔)(Retreat!)
- 매버릭(Maverick)
- 늑대개 2(White Fang 2: Myth Of The White Wolf)
- 더페이스(The Man Without A Face)
- 공포의 별장(세일럼스 롯)(Salem's Lot)
- 평원의 무법자(High Plains Drifter)
- 핑거프린트(Fingerprints) - 킬러 역
- 무빙 맥앨리스터(Moving McAllister)
- 크리스마스 별장(The Christmas Cottage)
- 더 혼티드 월드 오브 엘 더 슈퍼비스토(The Haunted World Of El Superbeasto)
- 도살자(The Butcher) - 네이러 역
- 미스 노바디(Miss Nobody)
- 하이 앤드 아웃사이드(High and Outside)

### 드라마
- 크리미널마인드 2(Criminal Minds. CBS) - 코로너 역